# 小行星99949
小行星99949（又名1972 FD），是一顆位於小行星帶的天體，在2007年3月16日由湯姆·赫雷爾斯於帕洛馬山天文台發現。
赫雷爾斯將小行星命名為「梅普吉斯」（Miepgies），以表彰曾在二戰期間協助藏匿安妮·弗蘭克一家人免受納粹迫害的荷蘭女士梅普·吉斯。